# República Soviética da Baviera
República Soviética da Baviera (em alemão: Bayerische Räterepublik) — também conhecida como República Soviética de Munique (em alemão: Münchner Räterepublik) — foi um governo revolucionário de curta duração no estado alemão da Baviera em 1919 que pretendia suplantar a República de Weimar ainda em seus primórdios.

## História
A 7 de novembro de 1918, aniversário da Revolução Bolchevique, Kurt Eisner do Partido Social Democrata Independente da Alemanha (USPD) declarou a Baviera como um "estado livre" — declaração que derrubou a monarquia da dinastia de Wittelsbach que governava há 700 anos. Eisner então se tornou Ministro-presidente da Baviera. Ainda que tenha advogado por uma república socialista, ele se distanciou da URSS declarando que protegeria os direitos à propriedade privada. Por alguns dias, um economista de Munique, Lujo Brentano, serviu como Ministro do Comércio (Volkskommissar für Handel).
Depois de seu partido ter perdido as eleições, Eisner decidiu resignar de seu cargo. Em 21 de fevereiro de 1919, no caminho para o parlamento para anunciar sua resignação, foi morto a tiros por Anton Graf Arco-Valley, o qual fora rejeitado como membro da Sociedade Thule por conta de sua ascendência judia por parte de mãe. Este assassinato causou alvoroço e um estado de anomia na Baviera e as notícias de uma revolução soviética na Hungria encorajou comunistas e anarquistas a tomarem o poder.
A 6 de abril, a República Soviética da Baviera foi proclamada. Inicialmente foi governada pelos membros do USPD como Ernst Toller e Gustav Landauer e anarquistas como Erich Mühsam. Contudo, Toller, um dramaturgo, não era muito bom lidando com política, e seu governo foi incapaz de restaurar a ordem na cidade.
Os membros de seu governo eram também nem sempre muito bem escolhidos. Por exemplo, seu deputado de relações exteriores, o qual havia sido admitido várias vezes em hospitais psiquiátricos, declarou guerra à Suíça quando esta se recusou a ceder 60 locomotivas à República Soviética da Baviera.
Assim sendo o regime colapsou em seis dias sendo substituído pelos comunistas, com Eugen Levine por vezes visto como um potencial "Lênin alemão".
Levine se recusou a colaborar com o exército regular da cidade e também organizou seu próprio exército, o Exército Vermelho (Rote Armee) sob os comandos de Rudolf Egelhofer, similar ao Exército Vermelho da União Soviética. A fim de dar suporte ao governo revolucionário, milhares de desempregados foram voluntários somando-se às fileiras do Rote Armee que logo atingiu um contingente de 20.000 homens. A Guarda Vermelha começou a prender contra-revolucionários suspeitos e a 29 de abril de 1919, oito homens, incluindo o príncipe Gustavo von Thurn e Taxis, foram acusados de espiões da direita e executados.
Em 3 de maio de 1919, a Freikorps (com um contingente de 30 000 homens) junto à "Guarda Branca do Capitalismo" (com mais 9000) entraram na República Soviética da Baviera e derrotaram os comunistas, depois de lutas acirradas nas ruas. Cerca de 1000 voluntários do governo foram mortos, cerca de 800 homens e mulheres foram presos e executados pela vitoriosa Freikorps. Eugen Levine estava entre eles, tendo sido condenado pela morte do príncipe Thurn e Taxis e sete outros.